# Warren (Ohio)
La célèbre écrivaine Elizabeth George, auteure de nombreux romans policiers à succès réside dans cette ville
Pour les articles homonymes, voir Warren.
Warren est une ville de l'État de l'Ohio, aux États-Unis.
Elle est le siège du comté de Trumbull.  et fait partie de l'aire urbaine de Youngstown.
John Ashbery mentionne Warren dans le poème 'Pyrography', dans Houseboat Days (1977). Plus tard, dans une interview, Ashbery a avoué qu'il n'a jamais visité la ville.

## Géographie
Selon les données du Bureau du recensement des États-Unis, Warren, située dans le nord-est de l'État, a une superficie de 41,7 km2 (soit 16,1 mi²) dont 41,6 km2 (soit 16,1 m2) en surfaces terrestres et 0,1 km2 (soit 0,04 mi²) en surfaces aquatiques.

## Démographie
Warren était peuplée, lors du recensement de 2010, de 41 557 habitants.

## Personnalités liées à la commune

### Personnalités nées à Warren
- voir : Catégorie:Naissance à Warren (Ohio)